# 伊豆スカイライン別荘地
伊豆スカイライン別荘地（いずスカイラインべっそうち）とは、静岡県伊豆市上白岩にある別荘地。

## 概要
伊豆スカイラインの亀石峠ICと冷川ICの狭間の西方、伊豆スカイライン脇に併設されているゴルフ場「伊豆スカイラインカントリー倶楽部」の南脇に造成されている別荘地。総区画約870。
「熱海自然郷」や「小松ケ原別荘地」と同じく、コマツ製作所系の不動産開発企業だった小松地所が開発した別荘地であり、1972年（昭和47年）に設立されたコマツゼネラルサービス（KGS）が、他の別荘地と共に管理業務を行ってきたが、2018年（平成30年）に新潟県の不動産企業・株式会社ひまわりに事業譲渡、株式会社エンゼルフォレストリゾートに商号変更した。

## 交通・アクセス
北隣の「伊豆スカイラインカントリー倶楽部」の間を抜けて接続する伊豆スカイラインが、主要な外部との出入り口になっている。他には、「伊豆スカイラインカントリー倶楽部」の手前から南西へと下り、中伊豆方面へと出る林道もある。
最寄り駅として主に利用されるのが、伊東線の宇佐美駅であり、距離は約14km、車で20分-30分。土・日・月・祝日には、宇佐美駅～管理事務所をつなぐ別荘地専用の無料送迎車も出ている。